# 田家镇 (重庆市)
田家镇，是中华人民共和国重庆市潼南区下辖的一个乡镇级行政单位。

## 行政区划
田家镇下辖以下地区：
黑龙村、佛镇村、芭蕉村、石柱村、小桥村、罗汉村、仓湾村、六角村、垭口村、小石村、桂园村和老庙村。